# آنکیلیوالو
آنکیلیوالو (به لاتین: Ankilivalo) یک منطقهٔ مسکونی در ماداگاسکار است که در مهابو واقع شده‌است. آنکیلیوالو ۱۳٬۰۰۰ نفر جمعیت دارد و ۵۸ متر بالاتر از سطح دریا واقع شده‌است.